# Mladičko Polje
Mladičko Polje (en serbe cyrillique : Младичко Поље) est un village de Bosnie-Herzégovine. Il est situé dans la municipalité d'Istočna Ilidža, république serbe de Bosnie.